# Menedżer zadań
Menedżer zadań (ang. task manager) – program służący do zarządzania procesami danego systemu operacyjnego, monitorowania systemu analizy działania sieci, dysku i innych części składowych komputera. Zapewnia dostęp do informacji takich jak: wydajność komputera, uruchomione aplikacje i procesy (także te działające w tle), stan pamięci komputera. Monitoruje też aktywność sieciową systemu, związane z tym statystyki oraz podaje dane dotyczące kont użytkowników. Może też być użyty do ustawiania priorytetu zadań i aplikacji (choć do tego częściej używa się Harmonogramu zadań), pozwala też na „uśmiercenie” (zabicie), czyli zakończenie dowolnego procesu.

## Menedżer zadań systemu MS Windows
Okno tej aplikacji można wywołać:

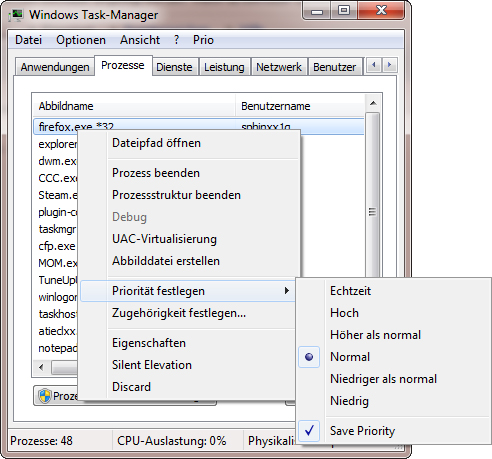
Wygląd zakładki „Procesy” Menedżera zadań Windows

- naciskając kombinacje klawiszy ⊞ Win+R i wpisując w okno dialogowe „taskmgr.exe” (lub samo „taskmgr”)
- naciskając kombinacje klawiszy Ctrl+Alt+Delete
- używając klawiszy Ctrl+⇧ Shift+Esc
- klikając prawym przyciskiem myszy na pustej przestrzeni paska zadań i wybierając z menu podręcznego polecenie „Menedżer zadań” (lub „Uruchom menedżera zadań”)

Opcje Menedżera zadań są zgromadzone w zakładkach o odpowiedniej nazwie.

### Aplikacje
Zakładka ta pokazuje listę uruchomionych aplikacji (zadań). Ukazuje nam ich stan („Uruchomiony”, „Brak odpowiedzi” itp.). Za pomocą przycisków na dole można utworzyć nowe zadanie. Kliknięcie prawym przyciskiem myszy na dowolną aplikację powoduje rozwinięcie menu kontekstowego, z którego pomocą użytkownik może zobaczyć aplikację lub ją wyłączyć.

### Procesy
Zakładka pokazuje wszystkie uruchomione procesy systemu, łącznie z procesami innych użytkowników. Klikając prawym przyciskiem myszy na proces, można zmienić jego priorytet, uśmiercić go (od Windows XP można to zrobić, naciskając klawisz Delete).

### Wydajność
Tutaj znajdują się informacje dotyczące wydajności komputera w formie tabel i wykresów. Użytkownik może tu między innymi znaleźć informacje o procesorze, karcie graficznej i pamięci RAM.

### Sieć
Zakładka sieci, wprowadzona w systemie Windows XP, pokazuje sesję sieciową wszystkich użytkowników komputera. Monitoruje aktywność sieci i karty sieciowej, podając informacje w formie wykresu i tabeli.

### Użytkownicy
Ta zakładka pokazuje aktywność wszystkich użytkowników. Z jej pomocą można wylogowywać oraz przełączać konta użytkowników.